# 増渕英紀
増渕 英紀（ますぶち ひでき、1952年1月29日 - ）は、音楽評論家、コラムニスト。東京都出身。

## 来歴
幼少の頃は歌謡曲が大好きで、ラジオで昭和30年代の歌謡曲を聴いて育つ。特に三橋美智也の大ファンだった。その後、ラジオから流れて来たビートルズやストーンズを聴いて洋楽ロックにハマった。毎日FENを聴き、ビルボード、キャッシュ・ボックスなどの全米チャートに興味を持ち始めたのがきっかけで、国内のヒット・チャート番組を聴くようになる。小島正雄が司会の「9500万人のポピュラーリクエスト」（文化放送）、「今週のベスト10」（TBSラジオ）、前田武彦が司会を務めた「ヒットパレード」（TBSラジオ）、「ハロー・ポップス電話リクエスト」（文化放送）、「ユア・ヒット・パレード」（文化放送）、「オールナイト・ニッポン」（ニッポン放送）などを聴き漁り、当初はロックというよりは60'sポップスの大ファンだった。
その後、FENで存在を知ったスパンキー&アワ・ギャングのファンになり、銀座ヤマハで購入した輸入盤『Like To Get To Know You』（セカンド・アルバム）に感激。スパンキー&アワ・ギャングのファン・クラブを設立（会員5人）。当時、彼らのレコードを販売していたフィリップスの木津精一から会員が少ないからレーベル全体のファン・クラブをやらないかと打診があり、フィリップス・ファン・クラブを設立。フォノグラムの会議室、あるいは銀座の山野ホールにて定期的にレコード・コンサートを開いた。
浪人、大学時代は反戦運動に加わり、和田春樹教授の下国会へのデモや、米軍基地近くでの反戦放送。ある日、TVでデモ隊に銃を構える州兵のライフルの銃口に一輪ずつ花を挿して回るヒッピー女性の姿に感動して、また音楽の世界に舞い戻る。
六本木のレコード・コンサートにて解説をしながらレコードをかけていたところを山崎士郎にスカウトされ、大学在学中、19歳の時に開局して間もないFM東京の深夜生番組『ヤング・シグナル80』の土曜日“ロック・ヤンパチ”のパーソナリティに起用されて音楽業界のキャリアスタート。以後、大学を中退してフリーに。同時に『ミュージック・ライフ』、『音楽専科』、 『ローリング・ストーン・ジャパン』、『ヤング・ギター』、『宝島』、『プラス・ワン』などでレギュラー執筆。ライナー・ノーツ原稿などを書き始める。当初は洋楽主体だったが、1973年以降は日本のロック、フォークも手掛ける。

75年、76年、80年、野外イヴェント『夕焼け祭り』のプロデュース。76年 - 80年NHK『若いこだま』、『サウンド・ストリート』で上田正樹、大貫憲章と組んで選曲、構成、パーソナリティを担当。
NHKの波多野紘一郎の依頼によりライヴ・ハウス「渋谷・屋根裏」開店当初から2年間のブッキング担当。
76 - 81年、ヤマハの「8・8ロック・デイ」（関西・四国・沖縄地区）、「イースト・ウエスト」（関東地区）、「ミッドランド」（中部、東海地区）、「ロック・フュージョン（北陸地区）、「L-モーション」（九州地区）「ロック・ジャム」（東北地区）、「ステージ・フライト」（北海道地区）などの決勝大会審査員を務める。
81年、葛城ユキのアルバム『SHOUT』、82年『POWER』をプロデュース。
87 - 88年、FM横浜『ベイエリア・ポップ・ショップ』（パーソナリティはスターダストレビューの根本要）の選曲、構成担当。関東エリア・マガジン「BAY AREA MAGAZINE 84.7」執筆、編集スーパヴァイザー。
90 - 92年、東急文化村：東急ファンの契約プロデューサー。89年、ブロークン・チェック（浜松出身、BMGビクター）の2作目『パンとサーカス』プロデュース。91年、バースデイ・クラブ（久留米出身、テイチク）のデビュー作『スモール・タウン・トォーク』プロデュース。
93 - 95年、服部良一音楽祭（大阪城ホール）「服部良一音楽賞」審査員
96年 - 2001年、浜松市主催全国アマチュア・ミュージック・コンテスト「ジャパン・オープン」審査員を服部克久らと共に務める。
2001年 - 、東京、初台のライヴ・ハウス「ドアーズ」スーパヴァイザー。
2005年、愛知万博「愛・地球博」に“奄美プロジェクト”を率いて参加、ブースを構える。瀬戸会場海上広場のイヴェント「奄美デー」（7月29日）には出演者だけで400人という最大規模のイヴェントとなる。
2006 - 2008年、講談社『ロック栄光の50年』、河出書房新社『ロック・クラシック入門』、朝日新聞社『AERA in FOLK あれはロックな春だった!』、シンコー『WEST COAST ROCK』（共著）など。シンコーから南部のロック、ブルースの単行本を監修、執筆、刊行予定。レイナード・スキナードのBOXセット解説。
2009年、青弓社『日本でロックが熱かったころ』（共著）刊行。
2010年、ユーキャンより販売の『日本ブルース&ロック大全』（CD10枚組BOXセット）の監修、選曲、解説、資料提供。
2013年、ゆげみわこのCDアルバム『こはくうたひ。』（MIDI Creative）をプロデュース。

## 執筆活動
『POPEYE』などのレギュラーを経て、『毎日新聞』、『産経新聞』、『アミューズ』、『週刊金曜日』、『saita』、『FMファン』、『月刊STEREO』、『CDジャーナル』、『別冊宝島』、『DIG』、『地球の歩き方』などの他、各種CDのライナー･ノーツ（解説）。

## 著書
『アメリカ“最強”のロック』、『はっぴいえんどBOOK』、『ウーマン・イン・ロック』、『60年代音楽』、『ROCK名盤コレクション・ガイド』、『シンガー・ソング・ライター名盤100』、『ROCK“名盤”入門!』、『ロック・クロニクル・シリーズ』（全3巻）、『ロック・クロニクル・ジャパン・シリーズ』（全3巻）、『アイリッシュ&ケルティック・ミュージック』他多数。

## 奄美関連
奄美関連：CD『アマミシマウタ』（奄美島唄のコンピレーション）監修、選曲構成、及び解説、CD『うたばうたゆん／朝崎郁恵』解説、『うたあしぃび／朝崎郁恵』解説、『おぼくり〜ええうみ／朝崎郁恵　Featuring Best』解説。（いずれもユニバーサルミュージックより発売）

## 備考
クラーク、ブラッドベリ、ニーヴン、そして民俗学、蕎麦好き、酒好き、ペッパー(唐辛子)ソムリエ。
https://www.masubuchihideki.com/